# Rzeźnia (film)
Rzeźnia (ang. Butcher House, 2006) – filmowy horror produkcji amerykańskiej. Film wydano na rynku DVD, jego premiera odbyła się 5 października 2006 roku podczas Eerie Horror Film Festival. W styczniu 2007 Rzeźnia pojawiła się w amerykańskiej telewizji, a w lutym tego roku film wydano w Polsce za pośrednictwem magazynu Kino Grozy Extra.

## Obsada
- Laila Dagher – Annie
- Cooney Horvath – Tyler Williams
- Erin Fleming – Jamie
- Erin Cowden – Karla
- Peter Berube – Blake
- Jay Costelo – Josh
- Sherwood Scott – Rzeźnik